# Suspensió Earles

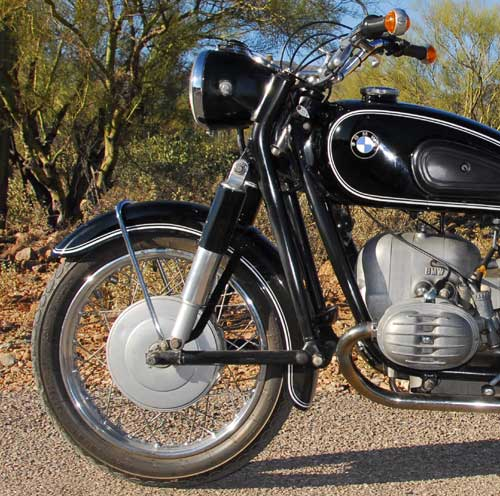
Vista de la direcció d'una motocicleta BMW amb suspensió Earles

Earles defineix un tipus de suspensió aplicat generalment a la roda davantera de motocicletes, moto carros o tricicles. Aquest sistema de suspensió es caracteritza per la utilització d'un basculant amb l'eix de pivot per darrere de la roda i va ser patentat per Ernest Earles. Un element característic del comportament d'aquesta suspensió és que s'aixeca quan s'aplica el fre a la roda, justa la reacció contrària a la de la forquilla telescòpica. En un principi va ser dissenyada per a motocicletes amb sidecar, tot i que, entre 1955 i 1969, BMW la va utilitzar també per a motocicletes sense sidecar. Actualment està en desús.